# Жизнь генерала Вильи
«Жизнь генерала Вильи» (англ. The Life of General Villa) — американский приключенческий фильм Кристи Кэбэнн.

## Сюжет
Фильм рассказывает о жизни и карьере Панчо Вильи и его становлении от юноши до революционного лидера.

## В ролях
| Актёр         | Роль          |
| ------------- | ------------- |
| Панчо Вилья   | в роли себя   |
| Рауль Уолш    | молодой Вилья |
| Эгил Эй       | слуга Вильи   |
| Роберт Херрон |               |
| Айрин Хант    | сестра Вильи  |
| У.Х. Лоуренс  |               |
| Уолтер Лонг   |               |
| Мэй Марш      |               |
| Тедди Сэмпсон | сестра Вильи  |